# Кропивницька міська рада
Кропивницька міська рада (раніше Лисаветградська, Зинов'євська, Кіровська, Кіровоградська) — орган місцевого самоврядування Кропивницької міської громади Кіровоградській області.

## Загальні відомості
- Територія ради: 103 км²
- Населення ради: 235 820 осіб (станом на 1 лютого 2019 року)[1]

## Адміністративний устрій
Міській раді підпорядковані:
- м. Кропивницький
  - Фортечний район
    - смт Нове

  - Подільський район

## Склад ради
Рада складається з 42 депутатів (до 2015 року було 76 депутатів) та голови.
- Голова ради: Райкович Андрій Павлович
- Секретар ради: Колюка Олег Сергійович[3]

### Керівний склад попередніх скликань
| ПІБ                              | Основні відомості                                                                                       | Дата обрання | Дата звільнення |
| -------------------------------- | --- | ------------ | --------------- |
| Пузаков Володимир Тихонович      | Міський голова, 1949 року народження, член Комуністичної партії України                                 | 20.01.2007   | 31.10.2010      |
| Саінсус Олександр Дмитрович      | Міський голова, 1948 року народження, освіта вища, безпартійний                                         | 31.10.2010   | 29.05.2014      |
| Марковський Іван Іванович (в.о.) | Секретар міської ради, 1940 року народження, освіта вища, член Всеукраїнського об'єднання «Батьківщина» | 29.05.2014   | 25.10.2015      |

Примітка: таблиця складена за даними сайту Верховної Ради України

### Склад

#### Склад за результатами виборів 2015
За результатами виборів до місцевих органів влади, що відбулися 25 жовтня 2015 року до Кіровоградської міської ради було обрано 42 депутати, що представляють 9 політичних партій.
За суб'єктами висування
| Партія                           | Голосів | К-сть депутатів | % у раді |
| -------------------------------- | ------- | --------------- | -------- |
| 1. БПП «Солідарність»            | 14708   | 9               | 21.43    |
| 2. «Наш край»                    | 11611   | 7               | 16.67    |
| 3. ВО «Батьківщина»              | 10781   | 6               | 14.29    |
| 4. «Опозиційний блок»            | 8915    | 5               | 11.90    |
| 5. «УКРОП»                       | 6648    | 4               | 9.52     |
| 6. Об'єднання «Самопоміч»        | 5125    | 3               | 7.14     |
| 7. «Рідне місто»                 | 4795    | 3               | 7.14     |
| 8. Радикальна партія Олега Ляшка | 4559    | 3               | 7.14     |
| 9. «Свобода»                     | 4008    | 2               | 4.76     |

За округами
| № округу                                                   | Прізвище, ім'я, по батькові       | Дата народження | Освіта              | Партійна приналежність                             | Відомості про обраного депутата | К-сть голосів "ЗА" | Відсоток "ЗА" |
| ---------------------------------------------------------- | --------------------------------- | --------------- | ------------------- | -------------------------------------------------- | --- | ------------------ | ------------- |
| Політична партія "Блок Петра Порошенка "Солідарність"      |                                   |                 |                     |                                                    | |                    |               |
| 6                                                          | Волков Ігор Вікторович            | 21.01.1968      | вища                | безпартійний                                       | Територіальне відділення Асоціації платників податків України в Кіровоградській області, Голова ради | 1045               | 38,8187       |
| 1                                                          | Згривець Федір Іванович           | 23.07.1953      | вища                | безпартійний                                       | Фермерське господарство Підгородецького А.Д., Голова | 677                | 34,2092       |
| 4                                                          | Товстоган Богдан Сергійович       | 16.09.1993      | вища                | безпартійний                                       | ТОВ Агропромисловий комплекс "Ніка", Заступник директора | 708                | 28,2297       |
| 28                                                         | Деркаченко Юрій Олександрович     | 15.09.1975      | вища                | безпартійний                                       | Самозайнята особа, адвокат | 387                | 27,3885       |
| 22                                                         | Яремчук Валентина Сергіївна       | 28.12.1988      | вища                | безпартійна                                        | Фізична особа- підприємець | 505                | 26,9909       |
| 12                                                         | Захаров Ігор Миколайович          | 07.10.1973      | вища                | безпартійний                                       | ТОВ "Кіровоград-ресурс", директор | 547                | 23,0704       |
| 37                                                         | Калапа Сергій Георгійович         | 12.07.1970      | вища                | безпартійний                                       | ПАТ "Червона зірка", Голова правління – генеральний директор | 468                | 22,5325       |
| 16                                                         | Голофаєв Ігор Вадимович           | 08.01.1962      | вища                | безпартійний                                       | ПАТ "Червона зірка", Директор продуктової команди будівельно-дорожніх машин | 518                | 22,4145       |
| 33                                                         | Кріпак Сергій Володимирович       | 24.04.1981      | вища                | безпартійний                                       | Фізична особа-підприємець | 380                | 21,8642       |
| Політична партія "Наш край"                                |                                   |                 |                     |                                                    | |                    |               |
| ПК                                                         | Табалов Андрій Олександрович      | 08.01.1978      | вища                | безпартійний                                       | ТОВ "Молочна компанія "Волошкове поле", Генеральний директор |                    |               |
| 30                                                         | Дрига Вадим Вікторович            | 31.07.1968      | вища                | член п/п "Наш край"                                | ТОВ "Інвестиційнофінансова група "Центр", Радник директора | 856                | 47,319        |
| 15                                                         | Шутка Валерій Васильович          | 20.04.1971      | вища                | безпартійний                                       | фізична особа-підприємець | 861                | 35,2869       |
| 14                                                         | Гамальчук Микола Павлович         | 01.01.1949      | вища                | безпартійний                                       | АЗПСМ № 3 Комунального закладу "Центр первинної медико-санітарної допомоги № 1 м. Кіровограда, завідувач | 707                | 34,1876       |
| 11                                                         | Ксеніч Віктор Миколайович         | 08.04.1957      | вища                | безпартійний                                       | Управління капітального будівництва Кіровоградської міської ради, Начальник | 551                | 31,3068       |
| 25                                                         | Краснокутський Олег Володимирович | 05.08.1970      | вища                | безпартійний                                       | Кіровоградський міський центр соціальних служб для сім’ї, дітей та молоді, директор | 491                | 29,8844       |
| 29                                                         | Сергієнко Григорій Вікторович     | 18.01.1960      | професійно-технічна | безпартійний                                       | пенсіонер | 510                | 25,0245       |
| Всеукраїнське об’єднання "Батьківщина"                     |                                   |                 |                     |                                                    | |                    |               |
| ПК                                                         | Колісніченко Роман Миколайович    | 24.03.1983      | вища                | член п/п ВО "Батьківщина"                          | Кіровоградського Інституту ПАТ "Вищий навчальний заклад "Міжрегіональна Академія управління персоналом", директор |                    |               |
| 19                                                         | Цертій Олександр Миколайович      | 05.09.1976      | вища                | член п/п ВО "Батьківщина"                          | ТОВ "КБА", директор | 882                | 49,0818       |
| 21                                                         | Терзов Дмитро Семенович           | 25.05.1975      | вища                | член п/п ВО "Батьківщина"                          | Фізична особа-підприємець | 850                | 46,6264       |
| 17                                                         | Розгачев Роман Олександрович      | 05.08.1979      | вища                | член п/п ВО "Батьківщина"                          | ТОВ "Степова Мрія", директор | 723                | 34,9275       |
| 10                                                         | Гребенчук Юрій Федорович          | 30.10.1960      | вища                | член п/п ВО "Батьківщина"                          | Приватне підприємство "Альянс-Маркет", директор | 456                | 24,6353       |
| 20                                                         | Мельниченко Олег Казимирович      | 30.11.1961      | вища                | член п/п ВО "Батьківщина"                          | Приватне підприємство "Мурай", директор | 339                | 18,4139       |
| Політична партія "Опозиційний блок"                        |                                   |                 |                     |                                                    | |                    |               |
| ПК                                                         | Ніжнікова Анна Олександрівна      | 05.12.1976      | вища                | член п/п "Опозиційний блок"                        | Комунальний заклад "Навчально-виховне об’єднання № 32 "Спеціалізована загальноосвітня школа I-III ступенів, позашкільний центр "Школа мистецтв" Кіровоградської міської ради Кіровоградської області",, завідувачка ПЦ "Школа мистецтв", художній керівник зразкового хореографічного ансамблю "АнютА" |                    |               |
| 3                                                          | Рокожиця Олександр Леонідович     | 09.11.1983      | вища                | безпартійний                                       | приватний підприємець | 517                | 27,6471       |
| 36                                                         | Ларін Анатолій Сергійович         | 11.10.1986      | вища                | член п/п "Опозиційний блок"                        | член асоціації адвокатів, адвокат | 257                | 17,9972       |
| 31                                                         | Линченко Максим Дмитрович         | 05.04.1980      | вища                | безпартійний                                       | Кіровоградський національний технічний університет, заступник декана факультету економіки та менеджменту | 321                | 16,5635       |
| 25                                                         | Матяшова Лілія Петрівна           | 24.10.1956      | вища                | член п/п "Опозиційний блок"                        | Комунальний заклад "Навчально-виховне об’єднання № 25 "Загальноосвітня школа I-III ступенів, природничо-математичний ліцей, центр позашкільного виховання "Ліра" Кіровоградської міської ради Кіровоградської області, директор, директор                                                              | 266                | 16,1899       |
| Політична партія "Українське об’єднання патріотів – УКРОП" |                                   |                 |                     |                                                    | |                    |               |
| ПК                                                         | Бєжан Михайло Михайлович          | 06.07.1978      | вища                | член п/п "УКРАЇНСЬКЕ ОБ’ЄДНАННЯ ПАТРІОТІВ – УКРОП" | ТОВ "ТРК Портал", Генеральний директор |                    |               |
| 5                                                          | Бєлов Віталій Віталійович         | 14.09.1975      | вища                | безпартійний                                       | Комунальне підприємство парк культури і відпочинку 50 років Жовтня, директор | 728                | 34,7992       |
| 8                                                          | Зайченко Володимир Васильович     | 08.04.1988      | вища                | безпартійний                                       | Кіровоградський державний технічний університет, Декан факультету економіки та менеджменту | 363                | 26,7897       |
| 18                                                         | Горбовський Сергій Володимирович  | 22.04.1979      | вища                | безпартійний                                       | Кіровська районна у місті Кіровограді рада, голова | 431                | 19,6894       |
| Політична партія "Об’єднання "САМОПОМІЧ"                   |                                   |                 |                     |                                                    | |                    |               |
| ПК                                                         | Пінчук Віталій Вікторович         | 01.06.1971      | вища                | член п/п "Об’єднання "САМОПОМІЧ"                   | тимчасово не працює |                    |               |
| 27                                                         | Смірнов Володимир Олександрович   | 31.10.1979      | вища                | безпартійний                                       | ФОП Смірнов, фізична особа – підприємець | 178                | 9,458         |
| 41                                                         | Артюх Олександр Іванович          | 25.02.1962      | вища                | член п/п "Об’єднання "САМОПОМІЧ"                   | КЗ "Центральна міська лікарня м. Кіровограда", Головний лікар | 156                | 8,8687        |
| Політична партія "Рідне місто"                             |                                   |                 |                     |                                                    | |                    |               |
| ПК                                                         | Шамардін Олександр Сергійович     | 25.10.1973      | вища                | член п/п "Рідне місто"                             | ТОВ "Омега-Моторс", директор |                    |               |
| 40                                                         | Шамардіна Катерина Олексіївна     | 12.03.1983      | вища                | член п/п "Рідне місто"                             | Фізична особа-підприємець | 658                | 32,9165       |
| 32                                                         | Волкожа Тетяна Петрівна           | 27.09.1960      | вища                | член п/п "Рідне місто"                             | Дошкільний навчальний заклад (ясла-садок) № 37 "Ластівка" комбінованого типу м.Кіровограда, завідувач | 402                | 28,5106       |
| Радикальна партія Олега Ляшка                              |                                   |                 |                     |                                                    | |                    |               |
| ПК                                                         | Санасарян Рафаел Рафаелович       | 21.01.1983      | вища                | член Радикальної партії Олега Ляшка                | ТОВ "Євротехніка-2007", директор |                    |               |
| 13                                                         | Демченко Михайло Іванович         | 20.08.1957      | професійно-технічна | член Радикальної партії Олега Ляшка                | ПП "Демченко", Керівник | 253                | 12,3777       |
| 38                                                         | Бойко Сергій Вікторович           | 11.01.1981      | вища                | член Радикальної партії Олега Ляшка                | Первинна профспілкова організація студентів КДПУ ім.В.Винниченка, Голова | 215                | 10,975        |
| Всеукраїнське об’єднання "Свобода"                         |                                   |                 |                     |                                                    | |                    |               |
| ПК                                                         | Капітонов Сергій Іванович         | 25.04.1970      | вища                | член п/п ВО "Свобода"                              | пенсіонер МВС |                    |               |
| 35                                                         | Маламен Геннадій Сергійович       | 09.08.1995      | загальна середня    | член п/п ВО "Свобода"                              | КДПУ імені Володимира Винниченка, студент | 118                | 6,9289        |

ПК - перший кандидат

#### Склад за результатами виборів 2010
За результатами виборів до місцевих органів влади, що відбулися 31 жовтня 2010 року до Кіровоградської міської ради у багатомандатному виборчому окрузі було обрано 38 депутатів, що представляють 6 політичних партій, та 38 депутатів, обрані в одномандатних мажоритарних виборчих округах.:
За суб'єктами висування
| Суб'єкт висування                                       | Кількість обраних депутатів | %    |
| ------------------------------------------------------- | --------------------------- | ---- |
| Партія регіонів                                         | 40                          | 52,6 |
| Політична партія Всеукраїнське об'єднання «Батьківщина» | 18                          | 23,7 |
| Політична партія «Фронт Змін»                           | 7                           | 9,2  |
| Партія «Солідарність жінок України»                     | 3                           | 3,9  |
| Комуністична партія України                             | 2                           | 2,6  |
| Соціалістична партія України                            | 2                           | 2,6  |
| Народна партія                                          | 1                           | 1,3  |
| Партія «Солідарність»                                   | 1                           | 1,3  |
| Політична партія «Сильна Україна»                       | 1                           | 1,3  |
| Політична партія «Союз Лівих Сил»                       | 1                           | 1,3  |

За округами
| № округу                                                | Прізвище, ім'я, по батькові       | Дата визнання обраним | Освіта  | Партійна приналежність                        | Відомості про обраного депутата |
| ------------------------------------------------------- | --------------------------------- | --------------------- | ------- | --------------------------------------------- | --- |
| Комуністична партія України                             |                                   |                       |         |                                               | |
| б/м                                                     | Шаповалова Валентина Федорівна    | 09.11.2010            | вища    | член Комуністичної партії України             | пенсіонер |
| б/м                                                     | Рибкін Володимир Миколайович      | 09.11.2010            | вища    | член Комуністичної партії України             | ТОВ «Профі — Стан», інженер з охорони праці |
| Народна Партія                                          |                                   |                       |         |                                               | |
| 1                                                       | Кролевець Андрій Вікторович       | 09.11.2010            | вища    | член Народної партії                          | приватний підприємець |
| Партія регіонів                                         |                                   |                       |         |                                               | |
| б/м                                                     | Тітов Юрій Олександрович          | 09.11.2010            | вища    | член Партії регіонів                          | ЗАТ «Гідросила Груп», генеральний директор |
| б/м                                                     | Андреєва Лариса Миколаївна        | 09.11.2010            | вища    | член Партії регіонів                          | управління охорони здоров'я Кіровоградської ОДА, начальник |
| б/м                                                     | Дзюба Наталія Євгеніївна          | 09.11.2010            | вища    | член Партії регіонів                          | Кіровоградська міська організація профспілки працівників освіти та науки України, голова                                                                         |
| б/м                                                     | Левченко Олександр Миколайович    | 09.11.2010            | вища    | член Партії регіонів                          | Кіровоградський національний технічний університет, декан факультету економіки та менеджменту                                                                    |
| б/м                                                     | Богаченко Володимир Степанович    | 09.11.2010            | вища    | позапартійний                                 | ТОВ «Кернел-Трейд», керівник підрозділу із закупівлі |
| б/м                                                     | Мосін Олександр Володимирович     | 09.11.2010            | вища    | член Партії регіонів                          | ВАТ "М'ясокомбінат «Ятрань», заступник директора з адміністративної діяльності                                                                                   |
| б/м                                                     | Саєнко Ірина Анатоліївна          | 09.11.2010            | вища    | позапартійна                                  | мале приватне підприємство «Антураж А», генеральний директор |
| б/м                                                     | Розгачов Роман Олександрович      | 09.11.2010            | вища    | член Партії регіонів                          | приватний підприємець |
| б/м                                                     | Краснова Любов Степанівна         | 09.11.2010            | вища    | член Партії регіонів                          | Кіровоградська гімназія нових технологій навчання, директор |
| б/м                                                     | Виноградова Любов Георгіївна      | 09.11.2010            | вища    | член Партії регіонів                          | філія 12 приватного підприємства «Нива-ВШ», директор |
| б/м                                                     | Антонов Андрій Олександрович      | 09.11.2010            | вища    | член Партії регіонів                          | дитячо-юнацька спортивна школа «Зірка-Спартак», директор |
| б/м                                                     | Катеринич Людмила Анатоліївна     | 09.11.2010            | вища    | член Партії регіонів                          | приватний підприємець |
| б/м                                                     | Шведов Володимир Миколайович      | 09.11.2010            | вища    | член Партії регіонів                          | ТОВ "Будівельна компанія «Сучасний Дім», директор |
| б/м                                                     | Білоброва Тетяна Дмитрівна        | 09.11.2010            | вища    | член Партії регіонів                          | приватне акціонерне товариство "Торговий дім «Гідросила», директор з маркетингу                                                                                  |
| 2                                                       | Дрига Вадим Вікторович            | 09.11.2010            | вища    | член Партії регіонів                          | ТОВ «Кіровоградський ремонтно-механічний завод ім. В. К. Таратути», генеральний директор                                                                         |
| 3                                                       | Ізрайлов Олександр Дмитрович      | 09.11.2010            | вища    | позапартійний                                 | Державне підприємство «Східний гірничо-збагачувальний комбінат», шахта «Інгульська», заступник директора з загальних питань                                      |
| 4                                                       | Мєдвєдь Віктор Васильович         | 09.11.2010            | вища    | член Партії регіонів                          | ВАТ "Кіровоградський проектно-конструкторський інститут «Ґрунтопосівмаш», голова правління                                                                       |
| 5                                                       | Полонський Ігор Олегович          | 09.11.2010            | вища    | член Партії регіонів                          | Дочірнє підприємство «Шпагатно-вірьовочні вироби» ТОВ виробничого підприємства «МІК», директор                                                                   |
| 6                                                       | Шамардін Олександр Сергійович     | 09.11.2010            | вища    | член Партії регіонів                          | ТОВ «Омега-Моторс», директор |
| 8                                                       | Осетров Геннадій Іванович         | 09.11.2010            | вища    | член Партії регіонів                          | підприємство «Укравтоінвест», головний інженер |
| 9                                                       | Калапа Сергій Георгійович         | 09.11.2010            | вища    | член Партії регіонів                          | ВАТ «Червона Зірка», генеральний директор |
| 10                                                      | Шамшур Олександр Захарович        | 09.11.2010            | вища    | член Партії регіонів                          | приватне акціонерне товариство «Гідросила АПМ», генеральний директор                                                                                             |
| 15                                                      | Краснокутський Олег Володимирович | 09.11.2010            | вища    | член Партії регіонів                          | Кіровоградський міський Центр соціальних служб для сім'ї, дітей та молоді, директор                                                                              |
| 16                                                      | Юрченко Іван Афанасійович         | 09.11.2010            | вища    | член Партії регіонів                          | ВАТ "Гідросила, генеральний директор |
| 17                                                      | Ніколаєнко Віктор Григорович      | 09.11.2010            | вища    | член Партії регіонів                          | головне управління агропромислового розвитку Кіровоградської ОДА, перший заступник начальника                                                                    |
| 18                                                      | Голофаєв Ігор Вадимович           | 09.11.2010            | вища    | член Партії регіонів                          | ВАТ "Червона Зірка, директор із закупівель |
| 20                                                      | Шутка Валерій Васильович          | 09.11.2010            | вища    | член Партії регіонів                          | ТОВ «Інтурист-Кіровоград», директор зі стратегічного розвитку |
| 22                                                      | Новікова Вікторія Володимирівна   | 09.11.2010            | вища    | член Партії регіонів                          | підприємство «Кооперативний ринок» Кіровоградської обласної спілки споживчих товариств, менеджер                                                                 |
| 23                                                      | Кривий Валерій Григорович         | 09.11.2010            | вища    | член Партії регіонів                          | ТОВ «XXI ВІК», директор |
| 25                                                      | Радченко Олег Леонідович          | 09.11.2010            | вища    | член Партії регіонів                          | ТОВ «РадосБудТех», директор |
| 26                                                      | Левченко Анатолій Якович          | 09.11.2010            | вища    | член Партії регіонів                          | підприємство Громадянського об'єднання «Асоціації підтримки вітчизняного товаровиробника» «Фірма Ласка», директор                                                |
| 27                                                      | Волков Ігор Вікторович            | 09.11.2010            | вища    | член Партії регіонів                          | територіальне відділення Асоціації платників податків України в Кіровоградській області, голова                                                                  |
| 28                                                      | Бєлов Віталій Віталійович         | 09.11.2010            | вища    | член Партії регіонів                          | комунальне підприємство «Парк культури і відпочинку ім. 50-річчя Жовтня», директор                                                                               |
| 29                                                      | Онул Лариса Анатоліївна           | 09.11.2010            | вища    | член Партії регіонів                          | корпорація «XXI століття», генеральний директор |
| 30                                                      | Стрижаков Артем Олегович          | 09.11.2010            | вища    | член Партії регіонів                          | приватний підприємець |
| 31                                                      | Іванов Едуард Миколайович         | 09.11.2010            | вища    | член Партії регіонів                          | управління капітального будівництва Кіровоградської ОДА, перший заступник начальника                                                                             |
| 33                                                      | Ковальчук Олександр Миколайович   | 09.11.2010            | вища    | член Партії регіонів                          | Кіровоградська обласна Спілка споживчих товариств, заступник голови правління                                                                                    |
| 34                                                      | Кур'ян Андрій Сергійович          | 09.11.2010            | вища    | член Партії регіонів                          | профспілкова організація студентів КНТУ, голова |
| 35                                                      | Прокоф'єв Олександр Борисович     | 09.11.2010            | вища    | член Партії регіонів                          | ТОВ «Ніка Трейд 2006», комерційний директор |
| 36                                                      | Терзов Дмитро Семенович           | 09.11.2010            | вища    | член Партії регіонів                          | приватний підприємець |
| Партія «Солідарність»                                   |                                   |                       |         |                                               | |
| 14                                                      | Слівнов Володимир Володимирович   | 09.11.2010            | вища    | позапартійний                                 | Кіровоградська міська рада, секретар |
| Партія «Солідарність жінок України»                     |                                   |                       |         |                                               | |
| б/м                                                     | Ярошенко Володимир Іванович       | 09.11.2010            | вища    | позапартійний                                 | Кіровоградський інститут ім. Св. Миколая, завідувач кафедри |
| б/м                                                     | Хох Дмитро Віталійович            | 09.11.2010            | середня | позапартійний                                 | приватний підприємець |
| б/м                                                     | Залещик Лариса Володимирівна      | 09.11.2010            | вища    | член партії «Солідарність жінок України»      | пенсіонер |
| Політична партія Всеукраїнське об'єднання «Батьківщина» |                                   |                       |         |                                               | |
| б/м                                                     | Михальонок Сергій Анатолійович    | 09.11.2010            | вища    | член Всеукраїнського об'єднання «Батьківщина» | тимчасово не працює |
| б/м                                                     | Марковський Іван Іванович         | 09.11.2010            | вища    | член Всеукраїнського об'єднання «Батьківщина» | пенсіонер |
| б/м                                                     | Шворак Олена Валеріївна           | 09.11.2010            | вища    | член Всеукраїнського об'єднання «Батьківщина» | Телеканал ТРВК «Новий день», кореспондент |
| б/м                                                     | Калкіна Людмила Іванівна          | 09.11.2010            | вища    | член Всеукраїнського об'єднання «Батьківщина» | загальноосвітня школа № 1, вчитель |
| б/м                                                     | Єфременко Леонід Миколайович      | 09.11.2010            | вища    | позапартійний                                 | приватний підприємець |
| б/м                                                     | Мороз Олександр Олександрович     | 09.11.2010            | вища    | член Всеукраїнського об'єднання «Батьківщина» | Апарат Верховної Ради України, помічник-консультант Народного депутата України                                                                                   |
| б/м                                                     | Топчій Павло Сергійович           | 09.11.2010            | вища    | член Всеукраїнського об'єднання «Батьківщина» | виконавчий комітет Кіровоградської міської ради, директор адміністративного департаменту — заступник міського голови з питань діяльності виконавчих органів ради |
| б/м                                                     | Манжул Світлана Вікторівна        | 09.11.2010            | вища    | член Всеукраїнського об'єднання «Батьківщина» | Апарат Верховної Ради України, помічник-консультант Народного депутата України                                                                                   |
| б/м                                                     | Захарченко Любов Борисівна        | 09.11.2010            | вища    | член Всеукраїнського об'єднання «Батьківщина» | ЗАТ «Радій», заступник генерального директора |
| б/м                                                     | Голуб Дмитро Вадимович            | 09.11.2010            | вища    | член Всеукраїнського об'єднання «Батьківщина» | Кіровоградський національний технічний університет, аспірант |
| б/м                                                     | Васильченко Сергій Сергійович     | 09.11.2010            | вища    | член Всеукраїнського об'єднання «Батьківщина» | тимчасово не працює |
| б/м                                                     | Бабенко Наталія Володимирівна     | 09.11.2010            | вища    | член Всеукраїнського об'єднання «Батьківщина» | ТОВ Фудмережа «Кіровоград Велика кишеня», керівник супермаркету                                                                                                  |
| 7                                                       | Орлов Анатолій Олександрович      | 09.11.2010            | вища    | член Всеукраїнського об'єднання «Батьківщина» | виконавчий комітет Кіровоградської міської ради, заступник директора гуманітарного департаменту                                                                  |
| 11                                                      | Бойко Сергій Вікторович           | 09.11.2010            | вища    | член Всеукраїнського об'єднання «Батьківщина» | Кіровоградський державний педагогічний університет ім. В. Винниченка, голова профспілкової організації студентів                                                 |
| 12                                                      | Фомуляєв Андрій Миколайович       | 09.11.2010            | вища    | член Всеукраїнського об'єднання «Батьківщина» | публічне акціонерне товариство «Креатив Груп», начальник служби з організації майнової безпеки                                                                   |
| 13                                                      | Тетерев Євгеній Дмитрович         | 09.11.2010            | вища    | позапартійний                                 | ЗАТ "Креатив, заступник начальника виробничо-диспетчерського відділу                                                                                             |
| 19                                                      | Романюк Галина Миколаївна         | 09.11.2010            | вища    | член Всеукраїнського об'єднання «Батьківщина» | Кіровоградський обласний театр ім. Кропивницького, акторка |
| 32                                                      | Зайцев Андрій Михайлович          | 09.11.2010            | вища    | член Всеукраїнського об'єднання «Батьківщина» | тимчасово не працює |
| Політична партія «Сильна Україна»                       |                                   |                       |         |                                               | |
| 37                                                      | Тарасенко Олександр Іванович      | 09.11.2010            | вища    | член Політичної партії «Сильна Україна»       | Кіровоградська обласна психіатрична лікарня, лікар-психіатр |
| Політична партія «Союз Лівих Сил»                       |                                   |                       |         |                                               | |
| 38                                                      | Дзядух Василь Онисимович          | 09.11.2010            | вища    | позапартійний                                 | ВАТ «Автобусний парк» 13527, голова правління |
| Політична партія «Фронт Змін»                           |                                   |                       |         |                                               | |
| б/м                                                     | Горбунов Олександр Володимирович  | 09.11.2010            | вища    | член Політичної партії «Фронт Змін»           | ТОВ " Фірма «СД Лтд», комерційний директор |
| б/м                                                     | Табалов Сергій Миколайович        | 09.11.2010            | вища    | член Політичної партії «Фронт Змін»           | виконавчий комітет Кіровоградської міської ради, перший заступник міського голови                                                                                |
| б/м                                                     | Гребенчук Юрій Федорович          | 09.11.2010            | вища    | член Політичної партії «Фронт Змін»           | ПП «Альянс-Маркет», директор |
| б/м                                                     | Олійник Олексій Олексійович       | 09.11.2010            | вища    | член Політичної партії «Фронт Змін»           | ТОВ «ВКЦ Олеум», директор |
| б/м                                                     | Воленшчак Надія Антонівна         | 09.11.2010            | вища    | позапартійна                                  | Кіровоградська ОДПІ, перший заступник начальника |
| 21                                                      | Гамальчук Микола Павлович         | 09.11.2010            | вища    | член Політичної партії «Фронт Змін»           | комунальний заклад "Поліклінічне об'єднання м. Кіровограда, завідувач терапевтичного відділення                                                                  |
| 24                                                      | Ксеніч Віктор Миколайович         | 09.11.2010            | вища    | член Політичної партії «Фронт Змін»           | Міськвиконком Кіровоградської міської ради, начальник управління капітального будівництва                                                                        |
| Соціалістична партія України                            |                                   |                       |         |                                               | |
| б/м                                                     | Костенко Олена Володимирівна      | 09.11.2010            | вища    | член Соціалістичної партії України            | управління з питань власності виконавчого апарату Кіровоградської обласної ради, головний спеціаліст                                                             |
| б/м                                                     | Садовий Микола Ілліч              | 09.11.2010            | вища    | член Соціалістичної партії України            | Кіровоградський державний педагогічний університет ім. В. Винниченка, професор кафедри фізики та методики її викладання                                          |

### Виконавчий комітет

#### Чинного скликання
| Член виконкому                   | Місце роботи |
| -------------------------------- | --- |
| Райкович Андрій Павлович         | Міський голова |
| Артеменко Наталія Михайлівна     | Виконавчий директор ТДВ “М'ясокомбінат “Ятрань                                                                        |
| Бегун Аліна Петрівна             | Фінансовий директор ЗАТ НВП “Радій”                                                                                   |
| Білецький Ігор Олександрович     | Заступник голови Кіровоградської територіальної організації Радикальна партія Олега Ляшка                             |
| Вязовцев Віталій Володимирович   | Член правління ГО “Бойове братство”                                                                                   |
| Глущак Юрій Юрійович             | Генеральний директор ТОВ “Хімтекс”                                                                                    |
| Голуб Дмитро Вадимович           | Доцент кафедри експлуатації та ремонту машин Кіровоградського національного технічного університету                   |
| Дануца Олександр Анатолійович    | Голова правління медіа-групи “Весь Кіровоград”                                                                        |
| Демець Юрій Григорійович         | Виконавчий директор обласної організації роботодавців                                                                 |
| Касьяненко Артем Іванович        | ФОП Касьяненко А.І.                                                                                                   |
| Кришко Олександр Володимирович   | Голова Кіровської районної у місті Кіровограді ради                                                                   |
| Кролевець Андрій Вікторович      | Генеральний директор ТОВ “Екселент М”                                                                                 |
| Левченко Олександр Миколайович   | Доктор економічних наук, професор, проректор з наукової роботи Кіровоградського національного технічного університету |
| Максімов Сергій Миколайович      | Директор СТОВ “Агрофірма Вікторія”                                                                                    |
| Мосін Олександр Володимирович    | Директор ТОВ “АРЕССЕТ”                                                                                                |
| Онул Лариса Анатоліївна          | Генеральний директор Корпорації “XXI століття”                                                                        |
| Паливода Андрій Анатолійович     | Голова Кіровоградської обласної організації “Інститут інноваційних проектів і програм”                                |
| Сосонський Олександр Миколайович | Начальник юридичного відділу КП “Теплоенергетик”                                                                      |
| Фросіняк Руслан Вікторович       | Голова Ленінської районної у місті Кіровограді ради                                                                   |

#### Попереднього скликання
| Член виконкому                 | Місце роботи                                                                                                   |
| ------------------------------ | --- |
| Давидов Григорій Миколайович   | декан факультету обліку і фінансів Кіровоградського національного технічного університету                      |
| Дзядух Василь Онисимович       | голова правління ВАТ «Автобусний парк» — 13527                                                                 |
| Вієвський Віталій Михайлович   | голова ради міської організації ветеранів України                                                              |
| Заболотний Геннадій Вадимович  | арбітражний керуючий                                                                                           |
| Михальонок Сергій Анатолійович | депутат Кіровської районної у місті Кіровограді ради                                                           |
| Максимов Сергій Миколайович    | голова правління ЗАТ «Іннотек»                                                                                 |
| Музичук Валерій Вікторович     | голова наглядової ради ВАТ «Кіровоградавтотранс»                                                               |
| Райкович Андрій Павлович       | голова наглядової ради ВАТ «М'ясокомбінат Ятрань»                                                              |
| Романюк Петро Михайлович       | голова Ленінської районної ради у місті Кіровограді                                                            |
| Табалов Сергій Миколайович     | перший заступник міського голови                                                                               |
| Ткаченко Олег Володимирович    | начальник ВУМК Кіровоградської філії «Укртелеком»                                                              |
| Врадій Юрій Євгенович          | начальник Кіровоградського міського управління ГУМНС України в Кіровоградській області                         |
| Щербина Леонід Миколайович     | директор адміністративного департаменту; заступник міського голови з питань діяльності виконавчих органів ради |

## Виноски
1. ↑  Головне управління статистики у Кіровоградській області. Чисельність населення на 1 лютого 2019 року. Архів оригіналу за 28 січня 2021. Процитовано 13 березня 2022.
2. ↑  Результати виборів 2015 на сайті ЦВК. Архів оригіналу за 23 грудня 2015. Процитовано 27 грудня 2015.
3. ↑  Секретарем Кропивницької міської ради VIII скликання обрано Олега Колюку. Кропивницька міська рада (укр.). Архів оригіналу за 10 грудня 2024.
4. ↑  Керівний склад попередніх скликань ради на сайті Верховної Ради України
5. ↑  Секретарі попередніх скликань ради на сайті Верховної Ради України
6. ↑  Центральна виборча комісія України — Місцеві вибори 2015 — Кіровоградська міська рада. Архів оригіналу за 23 грудня 2015. Процитовано 27 грудня 2015.
7. ↑  Кіровоградська міська рада. Результати виборів депутатів. ЦВК. Архів оригіналу за 4 листопада 2017. Процитовано 26 квітня 2015.